# إستريان سبرينغ تروفي 2017
إستريان سبرينغ تروفي 2017 (بالفرنسية: Istrian Spring Trophy 2017)‏ هو سباق دراجات هوائية، وهو الموسم رقم 57 من نفس السباق، وأقيم خلال الفترة 9 مارس 2017، وحتى 12 مارس 2017، وامتدّ لمسافة 504.8 كيلومتر، وهو أحد سباقات طواف أوروبا للدراجات 2017، وقد شارك في السباق 200 متسابقاً ووصل إلى نهايته 181 متسابقاً.
فاز فيه بالمركز الأول Matej Mugerli ‏، وبالمركز الثاني يان بيبي، وبالمركز الثالث فابيان جيجير، والفائز حسب ترتيب السرعة Carl Soballa ‏، والفريق الفائز في ترتيب الفرق Amplatz-BMC 2017.

## الفرق
| فرق قارية (23)- أدريا موبيل 2017 ‏ - Sportland Niederösterreich ‏ - Team Bridgestone Cycling ‏ - CK Příbram Fany Gastro ‏ - إلكوف كاسبر ‏ - Team Felt–Felbermayr ‏ - GM Europa Ovini ‏ - Team Giant–Castelli ‏ - Team Heizomat ‏ - Mazowsze Serce Polski ‏ - JLT–Condor ‏ - Kolss Cycling Team ‏ - LKT Team Brandenburg ‏ - Kamen Pazin ‏ - Rad-Net Oßwald ‏ - Team Ljubljana Gusto Santic ‏ - Staki–Technorama ‏ - Development Team DSM–Firmenich PostNL ‏ - Synergy Baku Cycling Project ‏ - فريق تيرول كيه تي إم للدراجات ‏ - توركو سيكارسبوش 2017 ‏ - Team Waoo ‏ - WSA KTM Graz p/b Leomo ‏ فرق وطنية (3)- فريق سويسرا لركوب الدراجات 2017 ‏ - فريق كازاخستان لركوب الدراجات للرجال 2017 ‏ - فريق روسيا البيضاء لركوب الدراجات للرجال 2017‏ فرق أندية الدراجات (8)- Gazprom-RusVelo U23‏ - Herrmann Radteam ‏ - KK Grega Bole Bled‏ - Cycling Team Kranj ‏ - DKSI-Kontent‏ - Meglo Jogi Kult Solkan‏ - بي آند إس بينوتي ‏ - Veloclub Ratisbona‏ |  |
| |  |

## المراحل
| قائمة المراحل | قائمة المراحل | قائمة المراحل     | قائمة المراحل | قائمة المراحل | قائمة المراحل   | قائمة المراحل  |
| المرحلة       | التاريخ       | الدورة            |               | المسافة (كم)  | الفائز بالمرحلة | القائد العام   |
| ------------- | ------------- | ----------------- | ------------- | ------------- | --------------- | -------------- |
| Prologue      | 9 مارس        | أوماغ – أوماغ     | ضد الساعة     | 1.8           | اليكس فريم      | اليكس فريم     |
| 1             | 10 مارس       | بوريتش – لابين    | مرحلة جبلية   | 161           | فابيان جيجير    | فابيان جيجير   |
| 2             | 11 مارس       | Vrsar ‏ – Motovun ‏ | مرحلة جبلية   | 186           | Matej Mugerli ‏  | Matej Mugerli ‏ |
| 3             | 12 مارس       | بازين – أوماغ     | مرحلة مستوية  | 156           | اليكس فريم      | Matej Mugerli ‏ |

## النتيجة

### مرحلة 0
أجريت في 9 مارس 2017، وامتدّت لمسافة 1.8 كيلومتر فاز بالمرحلة اليكس فريم، ومتصدر الترتيب العام في نهاية المرحلة اليكس فريم.
| التصنيف العام | التصنيف العام   | التصنيف العام   | التصنيف العام      | التصنيف العام |        |
| الدراج        | الدراج          | البلد           | الفريق             | الوقت         | السرعة |
| ------------- | --------------- | --------------- | ------------------ | ------------- | ------ |
| 1.            | اليكس فريم      | نيوزيلندا       | JLT Condor         | 2 د 05 ث      |        |
| 2.            | يان بيبي        | المملكة المتحدة | JLT Condor         | + 1 ث         |        |
| 3.            | Manuel Porzner ‏ | ألمانيا         | Heizomat           | + 1 ث         |        |
| 4.            | لوكاس هيك       | ألمانيا         | Rad-net Rose       | + 2 ث         |        |
| 5.            | Ivan Balykin ‏   | روسيا           | Torku Şekerspor    | + 3 ث         |        |
| 6.            | Žiga Horvat ‏    | سلوفينيا        | Adria Mobil        | + 3 ث         |        |
| 7.            | Nils Eekhoff ‏   | هولندا          | Sunweb Development | + 4 ث         |        |
| 8.            | راسيل داونينغ   | المملكة المتحدة | JLT Condor         | + 4 ث         |        |
| 9.            | فيليبو فورتين   | إيطاليا         | Tirol              | + 4 ث         |        |
| 10.           | تادي بوجار      | سلوفينيا        | Rog-Ljubljana      | + 5 ث         |        |

### مرحلة 1
أجريت في 10 مارس 2017، وامتدّت لمسافة 161 كيلومتر فاز بالمرحلة فابيان جيجير، ومتصدر الترتيب العام في نهاية المرحلة فابيان جيجير.
| التصنيف العام | التصنيف العام    | التصنيف العام   | التصنيف العام      | التصنيف العام |        |
| الدراج        | الدراج           | البلد           | الفريق             | الوقت         | السرعة |
| ------------- | ---------------- | --------------- | ------------------ | ------------- | ------ |
| 1.            | فابيان جيجير     | سويسرا          | سويسرا             | 3 س 45 د 25 ث |        |
| 2.            | يان بيبي         | المملكة المتحدة | JLT Condor         | + 4 ث         |        |
| 3.            | Žiga Horvat ‏     | سلوفينيا        | Adria Mobil        | + 10 ث        |        |
| 4.            | Ivan Balykin ‏    | روسيا           | Torku Şekerspor    | + 11 ث        |        |
| 5.            | Nils Eekhoff ‏    | هولندا          | Sunweb Development | + 12 ث        |        |
| 6.            | Matthias Krizek ‏ | النمسا          | Tirol              | + 12 ث        |        |
| 7.            | فيليبو فورتين    | إيطاليا         | Tirol              | + 12 ث        |        |
| 8.            | تادي بوجار       | سلوفينيا        | Rog-Ljubljana      | + 13 ث        |        |
| 9.            | Matej Mugerli ‏   | سلوفينيا        | Amplatz-BMC        | + 13 ث        |        |
| 10.           | Ruben Zepuntke ‏  | ألمانيا         | Sunweb Development | + 13 ث        |        |

### مرحلة 2
أجريت في 11 مارس 2017، وامتدّت لمسافة 186 كيلومتر فاز بالمرحلة Matej Mugerli ‏، ومتصدر الترتيب العام في نهاية المرحلة Matej Mugerli ‏.
| التصنيف العام | التصنيف العام       | التصنيف العام   | التصنيف العام           | التصنيف العام |        |
| الدراج        | الدراج              | البلد           | الفريق                  | الوقت         | السرعة |
| ------------- | ------------------- | --------------- | ----------------------- | ------------- | ------ |
| 1.            | Matej Mugerli ‏      | سلوفينيا        | Amplatz-BMC             | 8 س 21 د 06 ث |        |
| 2.            | يان بيبي            | المملكة المتحدة | JLT Condor              | + 4 ث         |        |
| 3.            | فابيان جيجير        | سويسرا          | سويسرا                  | + 9 ث         |        |
| 4.            | تادي بوجار          | سلوفينيا        | Rog-Ljubljana           | + 12 ث        |        |
| 5.            | راسموس جولدهامر     | الدنمارك        | VéloCONCEPT             | + 13 ث        |        |
| 6.            | Stephan Rabitsch ‏   | النمسا          | Felbermayr Simplon Wels | + 24 ث        |        |
| 7.            | Marek Čanecký ‏      | سلوفاكيا        | Amplatz-BMC             | + 25 ث        |        |
| 8.            | Antonio Parrinello ‏ | إيطاليا         | GM Europa Ovini         | + 25 ث        |        |
| 9.            | Marc Goos ‏          | هولندا          | Sunweb Development      | + 26 ث        |        |
| 10.           | هيرمان بيرنشتاينر   | النمسا          | Amplatz-BMC             | + 28 ث        |        |

### مرحلة 3
أجريت في 12 مارس 2017، وامتدّت لمسافة 156 كيلومتر فاز بالمرحلة اليكس فريم، ومتصدر الترتيب العام في نهاية المرحلة Matej Mugerli ‏.
| الدراج | الدراج | البلد | الفريق | الوقت | السرعة |  |

## التصنيف العام النهائي
| التصنيف العام | التصنيف العام       | التصنيف العام   | التصنيف العام           | التصنيف العام  |        |
| الدراج        | الدراج              | البلد           | الفريق                  | الوقت          | السرعة |
| ------------- | ------------------- | --------------- | ----------------------- | -------------- | ------ |
| 1.            | Matej Mugerli ‏      | سلوفينيا        | Amplatz-BMC             | 11 س 57 د 32 ث |        |
| 2.            | يان بيبي            | المملكة المتحدة | JLT Condor              | + 4 ث          |        |
| 3.            | فابيان جيجير        | سويسرا          | سويسرا                  | + 9 ث          |        |
| 4.            | تادي بوجار          | سلوفينيا        | Rog-Ljubljana           | + 12 ث         |        |
| 5.            | راسموس جولدهامر     | الدنمارك        | VéloCONCEPT             | + 13 ث         |        |
| 6.            | Stephan Rabitsch ‏   | النمسا          | Felbermayr Simplon Wels | + 24 ث         |        |
| 7.            | Marek Čanecký ‏      | سلوفاكيا        | Amplatz-BMC             | + 25 ث         |        |
| 8.            | Antonio Parrinello ‏ | إيطاليا         | GM Europa Ovini         | + 25 ث         |        |
| 9.            | Marc Goos ‏          | هولندا          | Sunweb Development      | + 26 ث         |        |
| 10.           | هيرمان بيرنشتاينر   | النمسا          | Amplatz-BMC             | + 28 ث         |        |

## وصلات خارجية
- إستريان سبرينغ تروفي 2017 على موقع إحصائيات الدراجات الإحترافية (الإنجليزية)
- إستريان سبرينغ تروفي 2017 في موقع Cycling Archives سايكلنج أركايفز